# نيل مان
نيل مان (بالإنجليزية: Neil Mann)‏ (19 نوفمبر 1972 بنوتنغهام في المملكة المتحدة - ) هو لاعب كرة قدم بريطاني في مركز الظهير. لعب مع غريمسبي تاون وهال سيتي ونادي سكاربورو ونادي غاينسبورو ترينيتي وغرانتهام تاون ‏ وسبالدينغ يونايتد ‏.

## وصلات خارجية
- نيل مان على موقع قاعدة بيانات كرة القدم.إي يو (الإنجليزية)
- نيل مان على موقع Soccerbase.com (لاعب) (الإنجليزية)